# Tentifrons
Tentifrons es un género de foraminífero bentónico de la subfamilia Vaginulininae, de la familia Vaginulinidae, de la superfamilia Nodosarioidea, del suborden Lagenina y del orden Lagenida. Su especie tipo es Tentifrons barnardi. Su rango cronoestratigráfico abarca el Senoniense (Cretácico superior).

## Clasificación
Tentifrons incluye a la siguiente especie:
- Tentifrons barnardi †